# Косткі-Дуже
Косткі-Дуже (пол. Kostki Duże) — село в Польщі, у гміні Бусько-Здруй Буського повіту Свентокшиського воєводства.
Населення — 271 особа (2011).
У 1975–1998 роках село належало до Келецького воєводства.

## Демографія
Демографічна структура на день 31 березня 2011 року:
|          | Загалом | Допрацездатний вік | Працездатний вік | Постпрацездатний вік |
| -------- | ------- | ------------------ | ---------------- | -------------------- |
| Чоловіки | 136     | 32                 | 93               | 11                   |
| Жінки    | 135     | 21                 | 83               | 31                   |
| Разом    | 271     | 53                 | 176              | 42                   |